# Xian de Teng
Pour les articles homonymes, voir Teng (homonymie).
Le xian de Teng (藤县 ; pinyin : Téng Xiàn) est un district administratif de la région autonome du Guangxi en Chine. Il est placé sous la juridiction de la ville-préfecture de Wuzhou.

## Démographie
La population du district était de 1 036 900 habitants en 2010.